# تیپ ۲۵ نیروی ویژه اسکورپیون
تیپ ۲۵ نیروی ویژه اسکورپیون (انگلیسی: Scorpion 25th Special Forces Brigade) یا تیپ ۲۵ نیروی ویژه عقرب، تیپ عملیات ویژه زیرمجموعه ارتش قرقیزستان است، که در سال ۱۹۹۴ تأسیس شد.